# Benedykt Radecki
Benedykt Radecki (ur. 15 marca 1949 w Krakowie, zm. 2 marca 2023 tamże) – polski perkusista, członek między innymi zespołów: Dżamble, Niebiesko-Czarni i Extra Ball.

## Życiorys
Wychowywany się na krakowskim Podgórzu. Karierę muzyczną zaczynał w zespole big-beatowym The Lessers. Od 1967 był członkiem grupy jazz-rockowej Dżamble z którą wystąpił między innymi na Festiwalu Jazz nad Odrą we Wrocławiu, a także koncertował w Czechosłowacji i na Węgrzech. Od 1970 był członkiem grupy Niebiesko-Czarni, gdzie zastąpił Tadeusza Głuchowskiego w trakcie dwumiesięcznej rezydencji tegoż zespołu w Helsinkach. Na początku 1971 wyjechał natomiast z Niebiesko-Czarnymi na trzymiesięczne tournée do USA i Kanady, a następnie RFN. Po powrocie do Polski, Radecki trafił natychmiast do wojska (spędził dwa lata w jednostce karnej).
Po odbyciu służby wojskowej, Radecki występował z zespołem Anawa z którym zarejestrował także album Anawa. Od 1974 był członkiem grupy Extra Ball z którą zarejestrował jej debiutancki album pt. Birthday. Z grupą wystąpił także Extra Ball na Festiwalu Jazz nad Odrą we Wrocławiu, gdzie w 1974 roku – grupa uzyskała II nagrodę w kategorii zespołowej, a w 1975 roku – I nagrodę w tej samej kategorii, zaś Radecki został wyróżniony jako instrumentalista.
Wziął również udział w sesji nagraniowej, w ramach której powstał pierwszy singiel grupy Maanam pt. Hamlet. W latach 1989–1999 mieszkał w USA.
Został pochowany na cmentarzu Rakowickim w Krakowie.